# Азбука
А̀збука е цялостен стандартизиран набор от букви – основни писмени знаци, всеки от които приблизително представя отделна фонема от даден говорим език, съществуваща сега или съществувала в миналото. Има и други писмености, като например идеографската, при която знаците представят цялостни идеи, или сричковата, при която всеки знак представя сричка.
Самата дума азбука произлиза от имената на първите две букви от глаголицата и кирилицата – азъ и боукы. В много езици се използва наименованието алфабет или остарелите български думи алфавит и алфавита, които са получени от имената на първите две букви от гръцката азбука, алфа и бета или вита. В съвременността съществуват множество азбуки. Буквите в повечето от тях са „линеарни“, т.е. съставени предимно от черти. Значителни изключения представляват брайловата и морзовата азбука, клинописът от древния град Угарит, по-известен като угаритска писменост.

## Видове азбуки
Обособяват се следните видове азбуки:
- абджад, в която има букви само за съгласните
- абугида, в която гласните се отбелязват чрез промяна на формата на знаците за съгласни
- същинска азбука (алфабет), в която има букви както за съгласните, така и отделно за гласните, създадена за пръв път от гърците

Най-малката известна азбука е на езика мура-пираха, която се състои от 10 букви, следвана от азбуката на езика ротокас, която съдържа 12 букви. Най-голямата същинска азбука (която има букви за всеки отделен звук, т.е. не е абугида), е арменската, състояща се от 38 букви. Сричковите писмености обикновено се състоят от 50 до 400 знака, а знаците в идеографските писмености наброяват хиляди. Следователно за разчитането на неизвестна писменост е много важно да се преброят отделните знаци.
Невинаги е ясно от какво се състои дадена азбука. Например френският език използва същата основна азбука като английския, но върху някои от буквите се поставят диакритични знаци (например: é, à или ô). Във френския език буквите с тези знаци не се смятат за отделни букви. В исландския език обаче буквите с ударения (например á, í и ö) се смятат за отделни букви. Някои азбуки се увеличават чрез:
- лигатури (сливане на букви), напр. скандинавската буква Æ (Æ), сръбските Њ и Љ;
- букви, заети от други писмености, каквито са буквата Þ в староанглийския и исландския език, заета от руническата писменост фудорк, и буквата Ј (копитарица), заета в сръбската кирилица от латиницата;
- съвсем нови знаци, например буквата ð, използвана в староанглийския, а днес в исландския език, и Э, използвана в руската кирилица.

В италианския език се използва само част от латинската азбука за писане на италиански думи, но някои други букви, например K, X и W, са запазени за писане на чужди думи.

## Правопис
За всеки език може да установят определени основни правила, чрез които да се управляват връзките между букви и фонеми, но в зависимост от езика, тези правила може да бъдат последователно спазвани или да не се спазват при всички случаи (например в английски). В една идеална фонологична азбука фонемите и буквите си съответстват идеално в две посоки: пишещият може да предскаже правописа на дадена дума по нейното произношение, а говорещият може да предскаже произношението на дадена дума по нейния правопис. Обаче езиците често се развиват независимо от писмеността или заемат писмености, които не са създадени за тях, така че степента, до която буквите от дадена азбука съответстват на фонемите в езика, е най-различна при различните езици, дори и в рамките на един и същ език.
В езиците може да не се постигне абсолютно съответствие между букви и фонеми по следните причини:
- В даден език определена фонема може да се представя чрез съчетание от букви, а не само с една буква, например sh, ch в английски, sch в немски, μπ, ντ, ει, οι и др. в новогръцки. Двубуквените съчетания се наричат диграфи, а трибуквените – триграфи.
- В даден език една и съща фонема може да бъде представяна с две различни букви или чрез съчетание от букви, например в новогръцки ι, η, υ, ει, οι се използват за една и съща фонема /i/.
- В правописа на даден език, по исторически или други причини, може да бъдат запазени непроизносими букви, напр. ъ и ь в българския правопис до 1945 г., e и s в края на думите във френски, w пред r в английски и т.н.
- Произношението на отделните думи може да се промени под влияние на съседните думи в изречението (сандхи).
- В различни диалекти на даден език на едно и също място в една и съща дума могат да се произнасят различни фонеми.
- За един и същ език може да се използват различни набори от знаци или различни правила за различни думи, например латиница и кирилица в сръбски.

При някои езици проблемите с диалектното произношение се решават чрез свързване на различни фонеми с една и съща буква в националния стандарт, например ѣ (е двойно или ят) в българския правопис до 1945 г. Обаче при международен език с големи диалектни различия, какъвто е английският, не е възможно цялото диалектно разнообразие на езика да се представи чрез една фонетична азбука.
Някои национални езици, например финският, имат правописна система с почти пълно съответствие между буква и звук. В стандартния испански език може да се предскаже произношението на дадена дума по нейното изписване, но не и обратното, защото някои фонеми могат да бъдат представени по повече от един начин. Във френския език има „неми“ букви, носови гласни и отпадане на звукове; това създава впечатление за липса на съответствие между писмения и звуковия облик на думите, но в действителност има сравнително точни правила за произнасяне на думите. Пълна противоположност е английският език, където правописът на много думи просто трябва да се запомни, тъй като в тях няма логично съответствие между звук и буква. Това се дължи на т.нар. голямо отместване на гласните в английския език, настъпило след установяването на правописа, както и на значителното количество чужди думи, навлезли по различно време, но запазили оригиналното си изписване. Въпреки това и в английския език има общи правила за четене на думите.
Фонемите на всички езици по света могат да се пишат със сравнително малка универсална азбука, каквато е например стандартната международна фонетична азбука (IPA).

## Азбучен ред
В дадена азбука има установен азбучен ред на буквите, който може да се използва за подреждане на речникови и енциклопедични статии и списъци. В различните езици този азбучен ред може да бъде различен.
През последните години инициативата Уникод се опитва да подреди по азбучен ред повечето от познатите в света писмености чрез единна кодова таблица на символите. Въпреки че първоначалната цел на проекта Уникод е да осигури стандартна обработка и на текстове, написани с писмености, различна от латиницата, той впоследствие се съсредоточава и върху научните познания за писменостите.

## История и разпространение
Най-старата известна фонетична азбука е засвидетелствана близо до Уади ел Холи в Централен Египет, около 1800 пр.н.е., според откритите там през 1990-те години от Джон Дарнел каменни надписи, които насочват към произход, свързан със семитските работници в Египет.  Надписи с азбучна писменост са намерени в Серабит ел Хадим на Синай през 1905 и в Угарит, Сирия през 1929. Датирането на тези паметници е спорно, но се отнася приблизително в периода между 1800 и 1500 пр.н.е.. Археологът Алън Гардинер в своята статия Египетският произход на семитската азбука, предугажда много от бъдещите спорове върху разпространението на тази писменост.
Създателите на първата азбука използват египетски йероглифи и поставят нови имена и фонетична стойност на изображенията, първоначално, за да представят съгласните фонеми в семитския език. Тя бива наследена от ханаанците и финикийците (вижте Финикийска азбука), и почти всички по-късни азбуки произлизат от нея или са вдъхновени от нея – пряко или косвено. Ранните семитски азбуки, както и наследилите ги, вкл. съвременната еврейска и арабска азбука, са от вида абджад, тъй като не притежават знаци за гласни. Арамейската азбука, създадена през 7 век пр.н.е., е предшественик на повечето азиатски азбуки. Арабската азбука произлиза от набатейската, която от своя страна произлиза от арамейската. Азбуката пахлави е пригодена за писане на средноперсийски и е предшественик на арменската азбука, която е повлияна и от гръцката азбука. Сирийската азбука е използвана от сирийските християни след 3 век и е използвана при създаването на азбуките от Северна Азия AD, сред които согдийската, манихейската, староуйгурската, монголската азбука и азбуката манчу.
Арамейската азбука вероятно е предшественик на азбуките брахми от Индия, които се разпространяват из Югоизточна Азия и Индонезия чрез разпространението на будизма и хиндуизма. В Китай, Корея и Япония също бива възприет будизмът, но там поддържат свои логографични и сричкови писмености. Азбуките брахми са от вида абугида, където всяка буква представлява съчетание от съгласна и гласна; гласните фонеми се променят чрез диакритични знаци над буквите.
Гръцката азбука се отличава с едно съществено нововъведение - отделни знаци за гласните, докато за съгласните тя ползва с минимални промени финикийските. Този недвусмислен фонетичен маниер обяснява огромното ѝ влияние в Средиземноморския свят и Европа.
Понастоящем се смята, че европейските азбуки, включително латиницата, кирилицата и руническата азбука, произлизат от гръцката азбука. Съществуват и множество азбуки, базирани на кирилицата. В съвременността терминът латиница се използва за всяка азбука, произлизаща от латинската, особено когато се противопоставя на азбука или друга писменост. В такива азбуки част от буквите в латиницата се изоставят или се добавят други допълнителни букви.
Най-широко разпространеният вариант на латиницата, който се използва в наши дни, включва 26 букви, използвани в английски, френски, немски и други езици, а също така и в редица кодове, създадени за международни стандарти:
A, B, C, D, E, F, G, H, I, J, K, L, M, N, O, P, Q, R, S, T, U, V, W, X, Y, Z
Слетите букви Æ, Œ и символът ß, когато се използват в английски, немски и френски, обикновено не се смятат за отделни букви, а като варианти съответно на AE, OE и ss.
1. виж също Писменост